# Miquel Ortega
Miquel Ortega (Barcelona, 12 de febrero de 1963) es un director de orquesta y compositor de música clásica.

## Biografía
Nace en Barcelona en 1963, en el seno de una familia sin ningún antecedente musical. Su interés por la música, no obstante, se despierta pronto, pero no empieza a estudiarla hasta poco antes de cumplir los 12 años. La voz, el piano y la composición fueron muy pronto sus preferencias, así a la edad de 17 años entra a formar parte del equipo de maestros repetidores (pianistas de ensayo) del Gran Teatre del Liceu de su ciudad natal. Formado en el Conservatorio del Liceo, amplió sus estudios con Manuel Oltra y Antoni Ros Marbà. Como director ha dedicado una atención especial en el mundo de la ópera y la zarzuela.
A los 23 años empezó a estudiar dirección de orquesta, y a los 27 se convirtió en su actividad principal.
Ha estrenado títulos como La celestina, de Joaquim Nin-Culmell (2008), Dalí, de Xavier Benguerel (2011), y ha dirigido a los teatros del Liceo, la Zarzuela, Teatro Real de Madrid, Teatro Colón de Buenos Aires, Capitole de Toulouse y Covent Garden, entre otros.
Es autor de la ópera La casa de Bernarda Alba (2007), el ballet Bestiario (2002-09) y el cuento musical El niño y la creación del mundo, estrenado en el Teatro Real de Madrid en enero del 2012.
Es hoy en día uno de los directores españoles de su generación más apreciados en el campo operístico. Ha dirigido, entre otros, en el Gran Teatro del Liceo y el Palacio de la Música Catalana, en el Teatro Real, Teatro de la Zarzuela y Auditorio Nacional de Música de Madrid, en el Kennedy Center de Washington, Teatro Colón de Buenos Aires, Teatro del Capitolio de Toulouse, Lindbury Studium de la Royal Opera House, Covent Garden de Londres, King’s Theater de Edimburgo, etc. Ha sido, hasta su cierre que esperemos sea provisional, principal director invitado en el Théâtre Imperial de Compiègne-Théâtre de la Musique Française, en Compiègne.
Su actividad como compositor también tiene a la voz como elemento principal, y muchos cantantes de la actualidad tienen en repertorio algunas de sus canciones; podríamos destacar al tenor argentino Luis Lima, el barítono español Carlos Álvarez (que ha grabado bajo la dirección del propio autor cuatro de sus canciones) y las sopranos españolas Montserrat Caballé y Ainhoa Arteta, entre otros. Su producción comprende además, obras de cámara, sinfónicas y óperas.
Estrenó en Brasov (Rumanía) en 2007 su ópera La casa de Bernarda Alba, basada en el drama lorquiano. Es la decimoprimera vez que la obra se convierte en ópera tras la compuesta en 2000 por el alemán Aribert Reimann, pero la primera en castellano. Posteriormente, en 2009, la obra tuvo su estreno en España en los Festivales Internacionales de Santander y Perelada respectivamente.
Su estilo, de carácter mediterráneo, se distingue por su facilidad para la melodía y el uso de la tonalidad y la modalidad, preferentemente, con incursiones politonales y atonales esporádicas.

## Discografía
- PABLO SARASATE. “OBRA COMPLETA” (6CD) / Orquesta Pablo Sarasate, Director: Miquel Ortega.
- Montserrat Caballé ROSES FROM 2000 Sello BMG (RCA),Orquesta Radio Philharmonie Hannover, Director: Miquel Ortega.
- Carlos Álvarez en concierto Sello RTVE CD 65149, Grabación en directo del Festival Internacional de Santander,Orquesta Sinfónica de Castilla y León, Director: Miquel Ortega.
- Zarzuela Gala Sello ENSAYO UPC: 034061581123, Carlos Álvarez, barítono, Ana Ibarra, soprano, Orquesta Sinfónica de Galicia; Director: Miquel Ortega.
- Andalucía Sello RTVE CD 65198, Carlos Álvarez, barítono, Orquesta Filarmónica de Málaga, Director: Miquel Ortega.
- Voce e passione! Sello DISCMEDI, Jaume Aragall, tenor, Orquesta Filharmonía de Galicia, Director: Miquel Ortega.
- Requiem a la memoria de Salvador Espriu, Compositor Xavier Benguerel, Orquestra Simfònica de Barcelona i Nacional de Catalunya, Director: Miquel Ortega.
- Cleopatre, CLASSIC D`OR, Compositor Jules Massenet, Montserrat CABALLE, Montserrat MARTI, E. GARCIA, F. BETTOSCHI, N. BASKOV, A. SIVILIA, R. VALENTINI, Orchestra of the Mediterraneo Unito, Director: Miquel Ortega.
- Cleopatre / An Opera In Concert (DVD), Kultur International Films, Director: Miquel Ortega.
- Les Caprices de Marianne (DVD), Henri Sauguet, Isabelle Philippe (Marianne), Armando Noguera (Octave), Stéphane Malbec Garcia (Coelio), Matthieu Lécroart (Claudio), Orchestre français Albéric Magnard. Mise en scène : Pierre Jourdan Director: Miquel Ortega.
- Djamileh, Georges Bizet, Marie Gautrot, Djamileh Sébastien Guèze, Haroun (Nominé aux Victoires de la Musique) Armando Noguera, Splendiano Jean-Loup Pagésy, ami d'Haroun Pierrick Boisseau, ami d'Haroun Lionel Muzin, ami d'Haroun Stéphane Malbec-García, ami d'Haroun Catherine Handis-Aumon, la danseuse Marc Simon, le marchand Director: Miquel Ortega.
- Viatge a la lluna, Xavier Montsalvatge (1912 - 2002), Ensemble Orquestra de Cadaqués. Eugènia Gassull, piano. David Nello, texto y narración. David Planas y Cristina Cervià, narración, Director: Miquel Ortega.
- Aprima't en 3 dies! Compositor: Alberto Garcia Demestres, Joan Martín-Royo, Antoni Comas, Inés Moraleda, Laura Garcia Olalla, Nuria Ribó, Pere Ponce, Director: Miquel Ortega.
- Labordeta Clasico, Maria Eugenia Boíx, Mariano Valdezate, Coro infantil del Maestrazgo, Enchiriadis grupo vocal femenino, Javier Ares, Director: Miquel Ortega.
- Juli Garreta - Les illes medes, Director: Miquel Ortega.

## Filmografía
- Caballé, más allá de la música (2003).[6]
- Oviedo Express (2007).[7]